# Meroles
Genre
Meroles est un genre de sauriens de la famille des Lacertidae.

## Répartition
Les huit espèces de ce genre se rencontrent en Afrique australe.

## Liste des espèces
Selon The Reptile Database (10 avril 2015) :
- Meroles anchietae (Bocage, 1867)
- Meroles ctenodactylus (Smith, 1838)
- Meroles cuneirostris (Strauch, 1867)
- Meroles knoxii (Milne-Edwards, 1829)
- Meroles micropholidotus Mertens, 1938
- Meroles reticulatus (Bocage, 1867)
- Meroles squamulosus (Peters, 1854)
- Meroles suborbitalis (Peters, 1869)

## Publication originale
- Gray, 1838 : Catalogue of the slender-tongued saurians, with descriptions of many new genera and species. Annals and Magazine of Natural History, sér. 1, vol. 1, p. 274-283, 388-394 (texte intégral).